# Albéric II de Dammartin
Pour les articles homonymes, voir Albéric.
Albéric II (ou Ier) de Dammartin, né vers 1102 ou une génération après et décédé en 1183, est un comte de Dammartin. 

## Biographie
L'origine d'Albéric — qui peut se trouver sous les formes Aubri ou Aubry — n'est pas certaine. Il pourrait être : le fils d'Albéric de Mello (Aubry Payen de Mello) et d'Adèle de Dammartin († vers 1140), fille d'Hugues Ier († vers 1103) et sœur du comte Pierre de Dammartin († vers 1105/1107) ; ou Albéric de Norton (Suffolk), neveu possible d'Adèle de Dammartin ; ou un fils de ce dernier (cf. Dammartin) ?  
Des généalogies le donnent comme l'époux de Clémence de Beauvais (-1183 ; dite fille de Lancelin II de Beauvais et de Clémence de Bar ; mais là encore la généalogie des Dammartin dans la 1re moitié du XIIe siècle est fort confuse ; il semble qu'il y ait eu aussi des errements pour Clémence de Bar — d'ailleurs dite de Bar-sur-Aube ou de Bar-le-Duc ! — comme d'ailleurs pour les Lancelin de Beauvais ; il ne semble pas en fait que Clémence de Bar, comtesse de Dammartin par mariage, ait été la femme de Lancelin de Beauvais, qui lui-même épousa Adèle de Dammartin, fille du comte Hugues ; le site indexé MedLands préfère dire que la femme d'Aubry est inconnue). Il eut comme enfants :
- Éléonore de Dammartin, 1154 - ? ;
- Albéric III de Dammartin.

Il fut Grand chambrier de France, entre 1130 et 1150 ? ou vers 1155/1162 en alternance avec Mathieu de Beaumont ?